# Bruce (Alberta)
Pour les articles homonymes, voir Bruce.

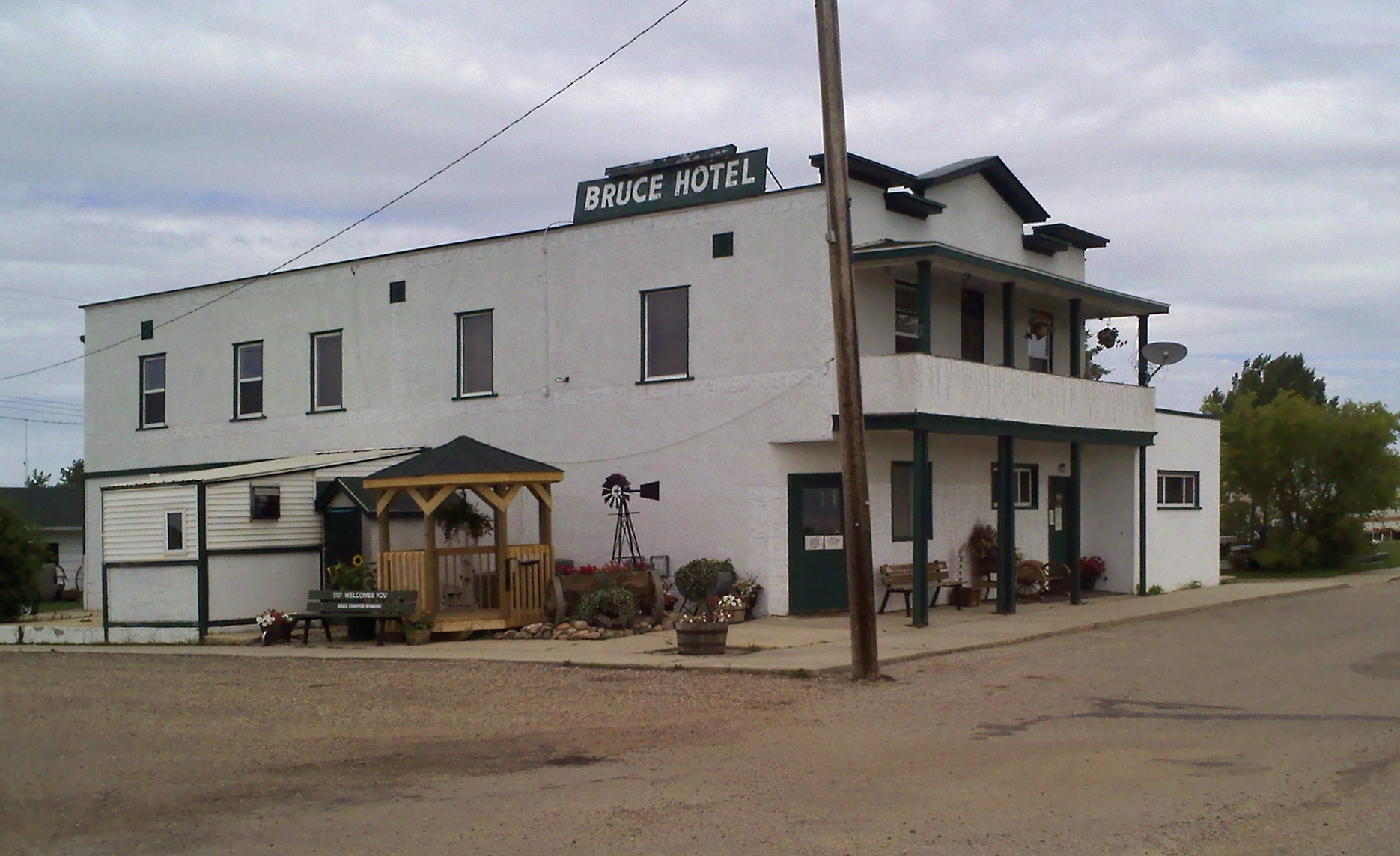
Bruce Hotel

Bruce est un hameau situé dans le comté de Beaver en Alberta au Canada. Il est situé le long de l'autoroute 14 entre Viking et Ryley à environ 115 km à l'est d'Edmonton. Il a une population de 71 habitants selon le recensement de 2009. Le hameau est situé dans la division de recensement No 10 et dans la circonscription électorale fédérale de Vegreville—Wainwright. Bruce est l'hôte d'un rodéo annuel depuis 1914, le plus vieux rodéo d'une journée du Canada.